# شهرستان چینان
شهرستان چینان (به لاتین: Qin'an County) یک منطقهٔ مسکونی در چین است که در تیانشوی واقع شده‌است.